# 穇穗莎草
穇穗莎草（学名：Cyperus nutans var. eleusinoides）是莎草科莎草属植物垂穗莎草的变种。分布于亚洲、非洲热带、亚洲热带、亚洲亚热带、台湾岛、非洲亚热带以及中国大陆的广东、云南、福建、广西等地，生长于海拔1,050米至1,500米的地区，常生长在疏林中潮湿地以及山谷湿地，目前尚未由人工引种栽培。